# Confession de foi baptiste (1644)
La confession de foi (anglais : Confession of Faith) est une confession de foi baptiste publiée en Angleterre en 1644. 

## Histoire
En 1644, sept églises baptistes se sont rencontrées à Londres  pour écrire une confession de foi. Le document appelé Confession of Faith, fut publié en 1644.

## Doctrines
Cette confession de foi contient 53 articles. Elle reprend la doctrine de l’Église de professants et du baptême du croyant.